# Eduardo de Inza
Eduardo de Inza o de Ynza (c. 1830 - d. de 1877) fue un periodista, dramaturgo y traductor español de la segunda mitad del siglo XIX.

## Biografía
Muy poco se sabe sobre él. Su primera obra data de 1852. Trabajó principalmente en Barcelona, donde fue oficial tercero de la contaduría de la Hacienda pública y redactor de La Corona. Periódico Liberal al menos en 1857, en que fue cesado de lo primero. Participó en la fundación del diario ministerial de Madrid La Verdad (1860-1866), del que se separó en abril de 1861. También en abril de 1862 salió de la redacción de El Reino, y en noviembre de 1863 ingresó en la redacción de La Libertad. Periódico Moderado, un periódico madrileño que se imprimió entre 1863 y 1865.
Escribió teatro menor y tradujo del francés, sobre todo a Alejandro Dumas. Escribió para Crímenes célebres españoles (1859), una colección por entregas, entre otras, "Asesinato de los frailes" y "Martín Merino (el regicida)". También fue un excelente escritor de artículos de costumbres, como "El usurero", que está incluido en Madrid por dentro y por fuera. Guia de forasteros incautos (1873) donde los clasifica como usureros de empleados de Gobierno, de empleados facultativos, de oficiales del ejército, de jugadores de oficio y de pobres, entre otros muchos.

## Obras
- Con Laureano Sánchez Garay, Bodas por ferro-carril: juguete cómico en un acto. Madrid: Vicente de Lalama, 1852.
- El hombre propone: pieza en un acto, Madrid: Delgado Hermanos, 1853
- Chocheces: comedia en un acto y en verso, Madrid: El Teatro Contemporáneo (Imprenta de José Rodríguez), 1864.
- Pelos y señales: comedia en un acto y en prosa, Madrid: imprenta de Diego Valero, 1873.
- Los tres mosqueteros: comedia en un acto y en prosa, Madrid: Imprenta de José Rodríguez, 1874.
- Una visita: comedia en un acto y en Prosa, Madrid, Imprenta de José Rodríguez, 1874.
- Con Manuel Angelón: Crímenes célebres... Madrid: Librería española, 1858.
- "Asesinato de los frailes" y "Martín Merino (el regicida)" en VV. AA., Crímenes célebres españoles, Barcelona, 1859.
- Los aires de Chamberí: juguete cómico en un acto, en prosa, Madrid: Imprenta de José Rodríguez, 1865; hay un manuscrito de 1864.
- Lo que el tiempo no cura: drama en tres actos y en prosa. Arreglado del francés por Eduardo de Inza, manuscrito.
- Bromas con la vecindad: juguete en un acto y en prosa, Madrid: Imprenta de José Rodríguez, 1874.
- Cazar con liga: juguete cómico en un acto y en prosa Madrid: Imprenta de José Rodríguez, 1877.
- Seis cartas a Francisco Asenjo Barbieri, manuscritas (1859-1867).